# ایمار ساگاستیبلزا
ایمار ساگاستیبلزا (انگلیسی: Aimar Sagastibelza؛ زادهٔ ۵ ژوئیهٔ ۱۹۸۴) بازیکن فوتبال اهل اسپانیا است.
از باشگاه‌هایی که در آن بازی کرده‌است می‌توان به باشگاه خیمناستیک تاراگونا و باشگاه فوتبال ایبار اشاره کرد.